# Melanozosteria castanea
Melanozosteria castanea es una especie de cucaracha terrestre del género Melanozosteria, tribu Polyzosteriini, subfamilia Polyzosteriinae. Fue descrita científicamente por Brunner von Wattenwyl en 1865.

## Distribución
Se distribuye por Oceanía: Australia (Victoria).